# حيونة الإنسان (كتاب)
حيونة الإنسان هو كتاب من تأليف الكاتب والشاعر السوري ممدوح عدوان. صدر في طبعته الأولى عام 2003 عن دار قدمس للطباعة والنشر، وصدرت طبعاته المتلاحقة عن دار ممدوح عدوان للنشر والتوزيع. الكتاب عبارة عن 224 صفحة ومقسم إلى 20 فصل. برأي الكاتب «تحوين الإنسان» كان يمكن أن يكون عنواناً أفضل بل وأنسب، ولكنه لم يعنونه بذلك خشية أن يكون غير مفهوم بوضوح بين الناس.  
يحاول الكتاب الإجابة عن سبب الوحشية والعنف اللذان يمارسهما الإنسان وكيفية نشوئهما، مما يحوله إلى «حيوان» ويفقد بذلك كل إنسانيته ويصبح مجرداً من المشاعر. ويشير الكتاب أيضاً إلى أن العيش في بيئة محاطة بالقمع والاستبداد غير مناسبة لعيش الإنسان ولنمو إنسانيته. كما أنه يتحدث عن الدولة القمعية التي تقمع الشعب بحجة القانون وتحاول السيطرة عليه بكل الوسائل. تحاكي أفكار الكتاب الواقع الراهن المؤلم الذي يعيشه الوطن العربي على وجه العموم وسوريا على وجه الخصوص، رغم أنه نُشر قبل اندلاع الحرب في سوريا.

## المحتوى
| 1) تقديم                            |
| 2) التوصيف                          |
| 3) ورطة الإنسان الأعزل              |
| 4) هل نحن جلادون                    |
| 5) صناعة الوحش … صناعة الإنسان      |
| 6) ولادة الوحش … بين الجلاد والضحية |
| 7) القامع والمقموع                  |
| 8) مسؤولية الضحايا                  |
| 9) الجلاد الذي ينتقم من ماضيه       |
| 10) السلبطة                         |
| 11) السلبطة السلطوية                |
| 12) الأخلاق المقموعة                |
| 13) مجتمع المقموعين                 |
| 14) أصل العنف                       |
| 15) الدولة القمعية                  |
| 16) الدين والحكم                    |
| 17) الأنتي – يوتوبيا                |
| 18) الحاشية                         |
| 19) قلت للطاغية                     |
| 20) الديكتاتور                      |